# Ingeborg Moosholzer
Ingeborg Moosholzer (* vor 1950) ist eine deutsche Volksschauspielerin.
Sie trat das erste Mal in den frühen 1970er Jahren in kleineren Rollen in den sogenannten Report-Filmen und Sexfilmchen auf. Verschiedene Nebenrollen im Fernsehen blieben die Ausnahme. Ihre größte und wohl bekannteste Rolle spielte sie von 1983 bis 1989 in der Kinderserie Meister Eder und sein Pumuckl, wo sie die „Schnucki“ (Frau oder Geliebte von Herrn Schwertfeger (gespielt von Hans Stadtmüller)), darstellte.
Nach der zweiten Pumuckl-Staffel trat Moosholzer nur noch selten vor die Kamera.
Ingeborg Moosholzer war die Ehefrau des bayerischen Volksschauspielers Josef Moosholzer.

## Filmografie (Auswahl)
- 1970: Graf Porno bläst zum Zapfenstreich
- 1970: Wir hau’n die Pauker in die Pfanne
- 1971: Gestatten, Vögelein im Dienst
- 1971: Urlaubsreport – Worüber Reiseleiter nicht sprechen dürfen
- 1971: Erotik im Beruf – Was jeder Personalchef gern verschweigt
- 1971: Schüler-Report
- 1971: Hausfrauen-Report 2. Teil: Der neue Hausfrauen-Report
- 1971: Lehrmädchen-Report
- 1972: Kindsbeton (Kurzfilm der HFF-München)
- 1972: Mädchen, die nach München kommen
- 1972: Die liebestollen Apothekerstöchter
- 1972: Gefährlicher Sex frühreifer Mädchen
- 1972: Hochzeitsnacht-Report
- 1972: Lehrmädchen-Report
- 1973: Liebesjagd durch sieben Betten
- 1973: Hausfrauen Report international
- 1973: Sex-Träume-Report
- 1973: Frühreifen-Report
- 1973: Geilermanns Töchter – Wenn Mädchen mündig werden
- 1973: Liebesmarkt
- 1973: Auch Ninotschka zieht ihr Höschen aus
- 1974: Wenn die prallen Möpse hüpfen
- 1974: Oktoberfest! Da kann man fest…
- 1974: Jodeln is ka Sünd
- 1974: Beim Jodeln juckt die Lederhose
- 1974: Hey Marie, ich brauch mehr Schlaf, auf ins blaukarierte Himmelbett
- 1975: Mein Onkel Theodor oder Wie man im Schlaf viel Geld verdient
- 1975: Oh Schreck mei Hos’ is weg
- 1976: Schulmädchen-Report. 10. Teil: Irgendwann fängt jede an
- 1978: Rosie Nimmersatt
- 1978: Hausfrauenreport Teil 6 – Warum gehen Männer fremd?
- 1978: Das Wirtshaus der sündigen Töchter
- 1980: Der Kurpfuscher und seine fixen Töchter
- 1981: Der Schulmädchen-Porno
- 1982: Meister Eder und sein Pumuckl
- 1995: Japaner sind die besseren Liebhaber

## Fernsehen (Auswahl)
- 1972: Mein Bruder der Herr Dr. Berger, Folge Altenpflege
- 1973: Der Vorgang (Fernsehfilm)
- 1973: Der Bastian (1 Folge)
- 1977–1980: Polizeiinspektion 1 (2 Folgen)
- 1979: Der Millionenbauer, Folge Herzkasperl
- 1979: Derrick, Folge Karo As
- 1982: Zeit genug (1 Folge)
- 1983: Familie Meier (1 Folge)
- 1983–1989: Meister Eder und sein Pumuckl (5 Folgen)
- 1984: Franz Xaver Brunnmayr (4 Folgen)
- 1986: Schafkopfrennen (2 Folgen)
- 1984: Aida Wendelstein (Fernsehfilm)
- 1987: Die Chinesen kommen (Fernsehfilm)